# Сандоваль, Луис Кресенсио
Луис Кресенсио Сандоваль Гонсалес (исп. Luis Cresencio Sandoval González; род. 7 февраля 1960, Энсенада, Баха Калифорния, Мексика) — мексиканский военный офицер. 1 декабря 2018 года был назначен секретарем национальной обороны Мексики президентом Андресом Мануэлем Лопесом Обрадором.

## Биография
Сандоваль Гонсалес родился 7 февраля 1960 года в Энсенаде, штат Баха Калифорния. В Героической военной академии прошел среднюю школу и учёбу по формированию армейских офицеров. Он также окончил административную Высшую школу войны.
Имеет степень бакалавра в области военной администрации Высшей национальной школа войны и степень магистра в области военной администрации национальной обороны и безопасности.
Сандоваль служил командиром отделения в третьем батальоне военной полиции в Мехико; он также был начальником технической секции и личным секретарём старшего офицера SEDENA. Он был заместителем начальника штаба Генерального штаба военной зоны Колима 20, а также заместителем начальника пятого и шестого отделов президентского штаба и командующим четвёртым военным округом.
В области внешней политики он был назначен военным помощником в посольстве Мексики в округе Колумбия, США.
Сандоваль был награждён орденом Почётного легиона, вручённым правительством Франции.